# 葉の茶
葉の茶（はのちゃ）はダイドードリンコより発売されている緑茶飲料。

## 商品

### 現行品（2023年12月現在）
- 葉の茶 - 2022年2月に「葉の茶 日本一の茶師監修」から製品名を変更し、全面リニューアル。蔵出し抹茶を新たに使用したほか、「リーフボトル」と呼ばれる新形状のボトルとなり、内容量が25ml増量して525mlとなった。その翌月には275gボトル缶もリニューアルされた。2023年9月には500mlの温冷兼用ペットボトル（ホット&コールド）が追加発売された。
- 葉の茶 ほうじ茶 - 2016年1月発売。2019年9月に「葉の茶 日本一の茶師監修 ほうじ茶」へリニューアルされていたが、2022年2月のリニューアルに伴い、約2年5ヶ月ぶりに以前の名称へ回帰。同年9月に275gボトル缶もリニューアルされた。2023年9月には500mlの温冷兼用ペットボトル（ホット&コールド）が追加発売された。525mlペットボトルは北陸3県（富山県・石川県・福井県）限定発売。

### 製造終了品
- 葉の茶 玉露の旨み - 2015年3月発売、「葉の茶 芳醇一煎」へ継承
- 葉の茶 日本の銘茶三選
- 葉の茶 日本の銘茶三選<抹茶仕立て>
- 葉の茶 朝摘み
- 葉の茶 旨濃い
- 葉の茶 玉露入り
- 葉の茶 七織
- 葉の茶 芳醇一煎（ほうじゅんいっせん） - ボトル缶は2016年2月、ペットボトルは同年3月に順次発売。「葉の茶 日本一の茶師監修」へ継承
- 葉の茶 涼雅（すずみやび） - 2018年3月発売。300mlペットボトルのみの設定。
- 葉の茶 薫雅（かおるみやび） - 2018年8月発売。300mlペットボトルのみの設定。
- 葉の茶 日本一の茶師監修 - 「葉の茶」へ継承
- 葉の茶 玄米茶
- 葉の茶 焙じ茶 - 2017年9月発売。加温対応の280mlペットボトルのみの設定。
- 葉の茶 日本一の茶師監修 ほうじ茶 - 2019年9月発売。「葉の茶 ほうじ茶」へ継承
- 葉の茶 玉露入り 日本の祭り
- 葉の茶 宇治抹茶ラテ

## イメージキャラクター

### はのちゃん
葉の茶のイメージキャラクターでダイドードリンコのHPで活躍している。製作者の栄一郎さんと話をしたりごくちゃん（下記参照）と話をしている。またHPに静岡への道というのがありそこでははのちゃんが日本一周するという企画。これは視聴者がマウスをクリックして進める。
はのちゃんがペットボトルのキャップに起用されていたのは2005年から2007年まで。

### ごくちゃん
ごく煎のイメージキャラクター。基本的にはのちゃんの相方のようなものだが実際はごくちゃんよりはのちゃんの方がメイン。